# Маріві Гонсалес
Маріві Гонсалес (ісп. Mariví González, 27 лютого 1961) — іспанська хокеїстка на траві.
Олімпійська чемпіонка 1992 року, учасниця 1996 року.